# Seingbouse
Seingbouse (fràncic lorenès Bus) és un municipi francès situat al departament del Mosel·la i a la regió del Gran Est. L'any 2007 tenia 1.876 habitants.

## Demografia

### Població
El 2007 la població de fet de Seingbouse era de 1.876 persones. Hi havia 725 famílies, de les quals 130 eren unipersonals (59 homes vivint sols i 71 dones vivint soles), 260 parelles sense fills, 284 parelles amb fills i 51 famílies monoparentals amb fills.
La població ha evolucionat segons el següent gràfic:
Habitants censats

### Habitatges
El 2007 hi havia 751 habitatges, 729 eren l'habitatge principal de la família, 2 eren segones residències i 20 estaven desocupats. 648 eren cases i 101 eren apartaments. Dels 729 habitatges principals, 621 estaven ocupats pels seus propietaris, 96 estaven llogats i ocupats pels llogaters i 12 estaven cedits a títol gratuït; 4 tenien una cambra, 9 en tenien dues, 64 en tenien tres, 137 en tenien quatre i 515 en tenien cinc o més. 680 habitatges disposaven pel capbaix d'una plaça de pàrquing. A 270 habitatges hi havia un automòbil i a 407 n'hi havia dos o més.

### Piràmide de població
La piràmide de població per edats i sexe el 2009 era:
| Homes | Edats   | Dones |
| ----- | ------- | ----- |
| 0     | 95 o +  | 0     |
| 0     | 90 a 94 | 4     |
| 12    | 85 a 89 | 16    |
| 0     | 80 a 84 | 12    |
| 20    | 75 a 79 | 16    |
| 36    | 70 a 74 | 28    |
| 44    | 65 a 69 | 28    |
| 52    | 60 a 64 | 68    |
| 64    | 55 a 59 | 72    |
| 72    | 50 a 54 | 44    |
| 68    | 45 a 49 | 72    |
| 72    | 40 a 44 | 44    |
| 76    | 35 a 39 | 84    |
| 44    | 30 a 34 | 76    |
| 36    | 25 a 29 | 52    |
| 53    | 20 a 24 | 28    |
| 52    | 15 a 19 | 48    |
| 60    | 10 a 14 | 68    |
| 72    | 5 a 9   | 56    |
| 44    | 0 a 4   | 28    |

## Economia
El 2007 la població en edat de treballar era de 1.258 persones, 844 eren actives i 414 eren inactives. De les 844 persones actives 772 estaven ocupades (412 homes i 360 dones) i 72 estaven aturades (32 homes i 40 dones). De les 414 persones inactives 158 estaven jubilades, 100 estaven estudiant i 156 estaven classificades com a «altres inactius».

### Ingressos
El 2009 a Seingbouse hi havia 743 unitats fiscals que integraven 1.987,5 persones, la mediana anual d'ingressos fiscals per persona era de 18.682 €.

### Activitats econòmiques
Dels 47 establiments que hi havia el 2007, 1 era d'una empresa extractiva, 1 d'una empresa alimentària, 6 d'empreses de fabricació d'altres productes industrials, 7 d'empreses de construcció, 8 d'empreses de comerç i reparació d'automòbils, 3 d'empreses de transport, 2 d'empreses d'hostatgeria i restauració, 1 d'una empresa d'informació i comunicació, 1 d'una empresa financera, 4 d'empreses immobiliàries, 4 d'empreses de serveis, 7 d'entitats de l'administració pública i 2 d'empreses classificades com a «altres activitats de serveis».
Dels 14 establiments de servei als particulars que hi havia el 2009, 1 era una oficina de correu, 1 una oficina bancària, 1 paleta, 1 fusteria, 2 lampisteries, 1 electricista, 3 empreses de construcció, 1 perruqueria, 1 restaurant, 1 agència immobiliària i 1 saló de bellesa.
Dels 2 establiments comercials que hi havia el 2009, 1 era una botiga de menys de 120 m² i 1 una fleca.
L'any 2000 a Seingbouse hi havia 4 explotacions agrícoles.

## Equipaments sanitaris i escolars
L'únic equipament sanitari que hi havia el 2009 era una farmàcia.
El 2009 hi havia 1 escola maternal i 1 escola elemental.

## Poblacions més properes
El següent diagrama mostra les poblacions més properes.